# Troisième circonscription de Boloso Sorie
La troisième circonscription de Boloso Sorie est une des 121 circonscriptions législatives de l'État fédéré des nations, nationalités et peuples du Sud, elle se situe dans la Zone Wolaita. Sa représentante de 2005 à 2009 est Getie Geta Dodicho.